# Енотаевка (лодка)
Енотаевка — речное малоразмерное двухмачтовое парусное судно, схожее по конструкции с деревянными судами типа асамка, однако отличающееся от него деталями парусной оснастки.
Енотаевки широко применялись для судоходства по Волге до появления парового флота. Особенно активно они использовались между Астраханью и Саратовым. Как правило, их длина составляла от 12,2 до 15,2 метра, ширина от 2,4 до 2,7 метра, осадка от 0,6 до 1,2 метра.